# Пенка Петрова (микробиолог)
Пенка Петрова е българска микробиоложка и молекулярна микробиоложка, професор в Института по микробиология „Стефан Ангелов“ при БАН.
През 1994 г. се дипломира в Биологическия факултет на Софийския университет „Св. Климент Охридски“ по специалност „Биотехнология, генно и клетъчно инженерство“, с дипломна работа на тема: „Изследване на резервни протеини на Triticum aestivum“.
През 2003 г. защитава дисертация на тема „Създаване  на  система  за  генно клониране при Streptococcus thermophilus“, в Института по микробиология „Стефан Ангелов“, при БАН. От 2003 до 2011 г. заема последователно длъжностите научен сътрудник III, II и I степен в секцията по „Микробна генетика“ в отдела по „Обща микробиология“.
През 2002 г. се обучава на специализация, по тема „Секвениране и изучаване на механизма на репликация на стрептококовия плазмид pt38“, в секция „Структура и функция на протеините“ на Центъра за биологични изследвания (CIB) в Мадрид.
През 2011 г. се хабилитира като доцент, а през 2020 г. като „доктор на науките“ с дисертация на тема „Молекулярно-биологични изследвания на нови бактериални гликозид-хидролази с промишлено приложение“. През същата година е избрана за професор и директор на Института по микробиология „Стефан Ангелов“ при БАН.
Основната ѝ научна дейност е в областта на микробиологията и молекулярната биология – геномика, транскриптомика и протеомика, в различни моделни системи: прокариоти (E. coli, Lactobacillus spp., Lactococcus spp., Bacillus spp.) и еукариоти (Ogataea polymorpha и Pichia pastoris). Изследва регулацията на генната експресия и гените, свързани с различни ензимни системи, при микроорганизмите.